# Marcelo Arévalo
Marcelo Arévalo (* 17. Oktober 1990 in Sonsonate) ist ein salvadorianischer Tennisspieler. 2024 wurde er als erster Tennisspieler aus El Salvador Weltranglistenerster im Doppel. Er spielt seit 2019 ausschließlich im Doppel auf der ATP Tour, wo er bisher 16 Turniersiege erreichte, darunter zwei Grand-Slam-Titel.

## Persönliches
Marcelo Arévalo ist der Bruder von Rafael Arévalo, ebenfalls Tennisprofi.

## Karriere
Im Einzel war er hauptsächlich auf der ATP Challenger Tour und der ITF Future Tour aktiv. Er feierte bislang fünf Einzel- und zehn Doppelsiege auf der Future Tour. Auf der Challenger Tour gewann er im Jahr 2013 das Doppelturnier in Manta. Zum 27. Mai 2013 durchbrach er erstmals die Top 350 der Weltrangliste im Einzel und erreichte seine höchste Platzierung im Juli 2018 mit Platz 139. Seine beste Notierung im Doppel war Platz 5 am 14. November 2022.
Zusammen mit dem Niederländer Jean-Julien Rojer gewann er im Jahr 2022 die French Open im Herrendoppel und wurde damit zum ersten salvadorianischen Grand-Slam-Sieger überhaupt. Es gelang ihm, diesen Erfolg bei den French Open 2024 zu wiederholen, diesmal mit dem Kroaten Mate Pavić.
Marcelo Arévalo spielt seit 2005 für die salvadorianische Davis-Cup-Mannschaft. Für diese trat er in 17 Begegnungen an und weist dabei eine Einzelbilanz von 22:15 und eine Doppelbilanz von 15:9 auf.

## Erfolge
| Legende (Anzahl der Siege) |
| Grand Slam (2)             |
| ATP Finals                 |
| ATP Tour Masters 1000 (5)  |
| ATP Tour 500               |
| ATP Tour 250 (9)           |
| ATP Challenger Tour (20)   |

| ATP-Titel nach Belag |
| Hartplatz (12)       |
| Sand (4)             |
| Rasen (0)            |

### Einzel

#### Turniersiege
| Nr. | Datum              | Turnier         | Belag     | Finalgegner         | Ergebnis       |
| --- | ------------------ | --------------- | --------- | ------------------- | -------------- |
| 1.  | 10. September 2017 | Bogotá          | Sand      | Daniel Elahi Galán  | 7:5, 6:4       |
| 2.  | 1. April 2018      | San Luis Potosí | Sand      | Roberto Cid Subervi | 6:3, 6:73, 6:4 |
| 3.  | 22. April 2018     | Guadalajara     | Hartplatz | Christopher Eubanks | 6:4, 5:7, 7:64 |

### Doppel

#### Turniersiege

##### ATP World Tour
| Nr. | Datum            | Turnier          | Belag         | Partner                   | Finalgegner                               | Ergebnis           |
| --- | ---------------- | ---------------- | ------------- | ------------------------- | ----------------------------------------- | ------------------ |
| 1.  | 5. August 2018   | Los Cabos        | Hartplatz     | Miguel Ángel Reyes Varela | Taylor Fritz Thanasi Kokkinakis           | 6:4, 6:4           |
| 2.  | 27. August 2021  | Winston-Salem    | Hartplatz     | Matwé Middelkoop          | Ivan Dodig Austin Krajicek                | 6:75, 7:5, [10:6]  |
| 3.  | 13. Februar 2022 | Dallas           | Hartplatz (i) | Jean-Julien Rojer         | Lloyd Glasspool Harri Heliövaara          | 7:64, 6:4          |
| 4.  | 20. Februar 2022 | Delray Beach (1) | Hartplatz     | Jean-Julien Rojer         | Alexander Nedowessow Aisam-ul-Haq Qureshi | 6:2, 6:75, [10:4]  |
| 5.  | 4. Juni 2022     | French Open (1)  | Sand          | Jean-Julien Rojer         | Ivan Dodig Austin Krajicek                | 6:74, 7:65, 6:3    |
| 6.  | 23. Oktober 2022 | Stockholm        | Hartplatz (i) | Jean-Julien Rojer         | Lloyd Glasspool Harri Heliövaara          | 6:3, 6:3           |
| 7.  | 14. Januar 2023  | Adelaide         | Hartplatz     | Jean-Julien Rojer         | Ivan Dodig Austin Krajicek                | kampflos           |
| 8.  | 19. Februar 2023 | Delray Beach (2) | Hartplatz     | Jean-Julien Rojer         | Rinky Hijikata Reese Stalder              | 6:3, 6:4           |
| 9.  | 13. August 2023  | Toronto          | Hartplatz     | Jean-Julien Rojer         | Rajeev Ram Joe Salisbury                  | 6:3, 6:1           |
| 10. | 7. Januar 2024   | Hongkong         | Hartplatz     | Mate Pavić                | Sander Gillé Joran Vliegen                | 7:63, 6:4          |
| 11. | 25. Mai 2024     | Genf             | Sand          | Mate Pavić                | Lloyd Glasspool Jean-Julien Rojer         | 7:62, 7:5          |
| 12. | 8. Juni 2024     | French Open (2)  | Sand          | Mate Pavić                | Simone Bolelli Andrea Vavassori           | 7:5, 6:3           |
| 13. | 19. August 2024  | Cincinnati       | Hartplatz     | Mate Pavić                | Mackenzie McDonald Alex Michelsen         | 6:2, 6:4           |
| 14. | 16. März 2025    | Indian Wells     | Hartplatz     | Mate Pavić                | Sebastian Korda Jordan Thompson           | 6:3, 6:4           |
| 15. | 30. März 2025    | Miami            | Hartplatz     | Mate Pavić                | Julian Cash Lloyd Glasspool               | 7:63, 6:3          |
| 16. | 18. Mai 2025     | Rom              | Sand          | Mate Pavić                | Sadio Doumbia Fabien Reboul               | 6:4, 6:76, [13:11] |

##### ATP Challenger Tour
| Nr. | Datum              | Turnier             | Belag         | Partner                   | Finalgegner                            | Ergebnis           |
| --- | ------------------ | ------------------- | ------------- | ------------------------- | -------------------------------------- | ------------------ |
| 1.  | 7. Juli 2013       | Manta               | Hartplatz     | Sergio Galdós             | Alejandro González Carlos Salamanca    | 6:3, 6:4           |
| 2.  | 12. September 2015 | Barranquilla        | Sand          | Sergio Galdós             | Duilio Beretta Mauricio Echazú         | 6:1, 6:4           |
| 3.  | 12. November 2016  | Bogotá (1)          | Sand          | Sergio Galdós             | Ariel Behar Gonzalo Escobar            | 6:4, 6:1           |
| 4.  | 2. September 2017  | Quito               | Sand          | Miguel Ángel Reyes Varela | Nicolás Jarry Roberto Quiroz           | 4:6, 6:4, [10:7]   |
| 5.  | 9. September 2017  | Bogotá (2)          | Sand          | Miguel Ángel Reyes Varela | Nikola Mektić Franko Škugor            | 6:3, 3:6, [10:6]   |
| 6.  | 17. September 2017 | Cary                | Hartplatz     | Miguel Ángel Reyes Varela | Miķelis Lībietis Dennis Novikov        | 6:76, 7:61, [10:6] |
| 7.  | 20. Oktober 2017   | Cali                | Sand          | Miguel Ángel Reyes Varela | Sergio Galdós Fabrício Neis            | 6:3, 6:4           |
| 8.  | 4. November 2017   | Guayaquil           | Sand          | Miguel Ángel Reyes Varela | Hugo Dellien Federico Zeballos         | 6:1, 6:77, [10:6]  |
| 9.  | 11. Februar 2018   | San Francisco       | Hartplatz (i) | Roberto Maytín            | Luke Bambridge Joe Salisbury           | 6:3, 6:75, [10:7]  |
| 10. | 1. April 2018      | San Luis Potosí (1) | Sand          | Miguel Ángel Reyes Varela | Jay Clarke Kevin Krawietz              | 6:1, 6:4           |
| 11. | 22. April 2018     | Guadalajara         | Hartplatz     | Miguel Ángel Reyes Varela | Brydan Klein Ruan Roelofse             | 7:63, 7:5          |
| 12. | 20. Mai 2018       | Lissabon            | Sand          | Miguel Ángel Reyes Varela | Tomasz Bednarek Hunter Reese           | 6:3, 3:6, [10:1]   |
| 13. | 7. Oktober 2018    | Monterrey           | Hartplatz     | Jeevan Nedunchezhiyan     | Leander Paes Miguel Ángel Reyes Varela | 6:1, 6:4           |
| 14. | 28. Oktober 2018   | Las Vegas           | Hartplatz     | Roberto Maytín            | Robert Galloway Nathan Pasha           | 6:3, 6:3           |
| 15. | 21. April 2019     | San Luis Potosí (2) | Sand          | Miguel Ángel Reyes Varela | Ariel Behar Roberto Quiroz             | 1:6, 6:4, [12:10]  |
| 16. | 11. August 2019    | Aptos               | Hartplatz     | Miguel Ángel Reyes Varela | Nathan Pasha Max Schnur                | 5:7, 6:3, [10:8]   |
| 17. | 10. Oktober 2020   | Parma               | Sand          | Tomislav Brkić            | Ariel Behar Gonzalo Escobar            | 6:4, 6:4           |

#### Finalteilnahmen
| Nr. | Datum             | Turnier           | Belag         | Partner                   | Finalgegner                                         | Ergebnis            |
| --- | ----------------- | ----------------- | ------------- | ------------------------- | --------------------------------------------------- | ------------------- |
| 1.  | 21. Juli 2018     | Newport (1)       | Rasen         | Miguel Ángel Reyes Varela | Jonathan Erlich Artem Sitak                         | 1:6, 2:6            |
| 2.  | 21. Juli 2019     | Newport (2)       | Rasen         | Miguel Ángel Reyes Varela | Marcel Granollers Serhij Stachowskyj                | 7:610, 4:6, [11:13] |
| 3.  | 29. Februar 2020  | Santiago de Chile | Sand          | Jonny O’Mara              | Roberto Carballés Baena Alejandro Davidovich Fokina | 6:73, 1:6           |
| 4.  | 26. Februar 2022  | Acapulco          | Hartplatz     | Jean-Julien Rojer         | Feliciano López Stefanos Tsitsipas                  | 5:7, 4:6            |
| 5.  | 19. Mai 2024      | Rom               | Sand          | Mate Pavić                | Marcel Granollers Horacio Zeballos                  | 2:6, 2:6            |
| 6.  | 17. November 2024 | Turin             | Hartplatz (i) | Mate Pavić                | Kevin Krawietz Tim Pütz                             | 6:75, 6:76          |
| 7.  | 5. Mai 2025       | Madrid            | Sand          | Mate Pavić                | Marcel Granollers Horacio Zeballos                  | 4:6, 4:6            |

### Mixed

#### Finalteilnahmen
| Nr. | Datum              | Turnier | Belag     | Partner        | Finalgegner                    | Ergebnis |
| --- | ------------------ | ------- | --------- | -------------- | ------------------------------ | -------- |
| 1.  | 11. September 2021 | US Open | Hartplatz | Giuliana Olmos | Desirae Krawczyk Joe Salisbury | 5:7, 2:6 |

## Abschneiden bei Grand-Slam-Turnieren

### Einzel
| Turnier         | 2016 | 2017 | 2018 | 2019 | Karriere |
| --------------- | ---- | ---- | ---- | ---- | -------- |
| Australian Open | —    | Q2   | Q1   | Q2   | —        |
| French Open     | Q1   | Q1   | Q2   | —    | —        |
| Wimbledon       | Q2   | Q1   | Q1   | —    | —        |
| US Open         | Q1   | Q1   | Q2   | —    | —        |

### Doppel
| Turnier         | 2016 | 2017 | 2018 | 2019 | 2020 | 2021 | 2022 | 2023 | 2024 | 2025 | Karriere |
| --------------- | ---- | ---- | ---- | ---- | ---- | ---- | ---- | ---- | ---- | ---- | -------- |
| Australian Open | —    | —    | —    | 2    | VF   | VF   | 1    | VF   | AF   | VF   | VF       |
| French Open     | —    | —    | AF   | 1    | 2    | AF   | S    | VF   | S    | AF   | S        |
| Wimbledon       | 1    | —    | 2    | 2    |      | —    | 1    | 2    | VF   | HF   | HF       |
| US Open         | —    | —    | 1    | AF   | 1    | 1    | HF   | AF   | HF   |      | HF       |

### Mixed
| Turnier         | 2021 | 2022 | 2023 | 2024 | 2025 | Karriere |
| --------------- | ---- | ---- | ---- | ---- | ---- | -------- |
| Australian Open | —    | AF   | AF   | 1    | AF   | AF       |
| French Open     | —    | 1    | VF   | VF   | HF   | HF       |
| Wimbledon       | —    | 1    | VF   | 1    | HF   | HF       |
| US Open         | F    | 1    | AF   | 1    |      | F        |

Zeichenerklärung: S = Turniersieg; F, HF, VF, AF = Einzug ins Finale / Halbfinale / Viertelfinale / Achtelfinale; 1, 2, 3 = Ausscheiden in der 1. / 2. / 3. Hauptrunde; nicht ausgetragen